# Гуґо Гупперт
Гу́ґо Гу́пперт (нім. Hugo Huppert; 5 червня 1902, Бельсько — 25 березня 1982, Відень) — австрійський прозаїк, поет, перекладач і критик, прихильник марксизму, тривалий час пов'язаний з Радянським Союзом.

## Біографічні дані
Гуґо Гупперт народився в єврейській сім'ї австрійського державного службовця в сілезькому місті Бельсько (нім. Bielitz, нині Бельсько-Бяла), яке тоді було в складі Австро-Угорщини. Ще підлітком він зацікавився марксистською ідеологією. З 1920 року належав до східносілезького підрозділу Робітничого молодіжного руху, а в 1921 році, студіюючи державознавство у Віденському університеті, став членом Комуністичної партії Австрії. Здобувши диплом під керівництвом Ганса Кельзена в 1925 році, він переїхав до Парижа й почав вивчати соціологію в Сорбонні. Там він познайомився з Анрі Барбюсом, Жоржем Дюамелем і Жаном Кокто. Перекладав з німецької та з французької мов на міжнародних прес-конференціях.
У 1927 році Гупперта виселили з Франції. Повернувшись до Відня, він дописував до газети «Червоний прапор» (Die Rote Fahne). Після Лютневого повстання 1927 року не на довго потрапив до в'язниці, а тоді поїхав на запрошення до Москви, де від березня 1928 року до вересня 1932 року працював в Інституті Маркса і Енгельса, беручи участь у виданні «Зібрання творів Маркса і Енгельса» (Marx-Engels-Gesamtausgabe). 1928 року вступив до Комуністичної партії Німеччини, а 1930 року — у ВКП(б). З 1931 року він доцент у Московському інституті нових мов, автор енциклопедичних статей і дописів до газети «Известия». У 1933–1935 роках він викладав літературу в московському Інституті червоної професури, де познайомився з Максимом Горьким. У той час Гупперт багато подорожував по СРСР. У 1928 році відвідав Середню Азію, де, заразившись віспою, померла його дружина. У 1928 і 1929 роках об'їздив Північ Росії, зокрема Карелію, у 1933 році — Урал і Західний Сибір, а в 1934 році — Україну та Крим. 1928 року в Москві він подружився з Володимиром Маяковським і згодом переклав німецькою мовою його головні твори. Це надихнуло Гупперта опублікувати в 1940 році першого з власних віршів.

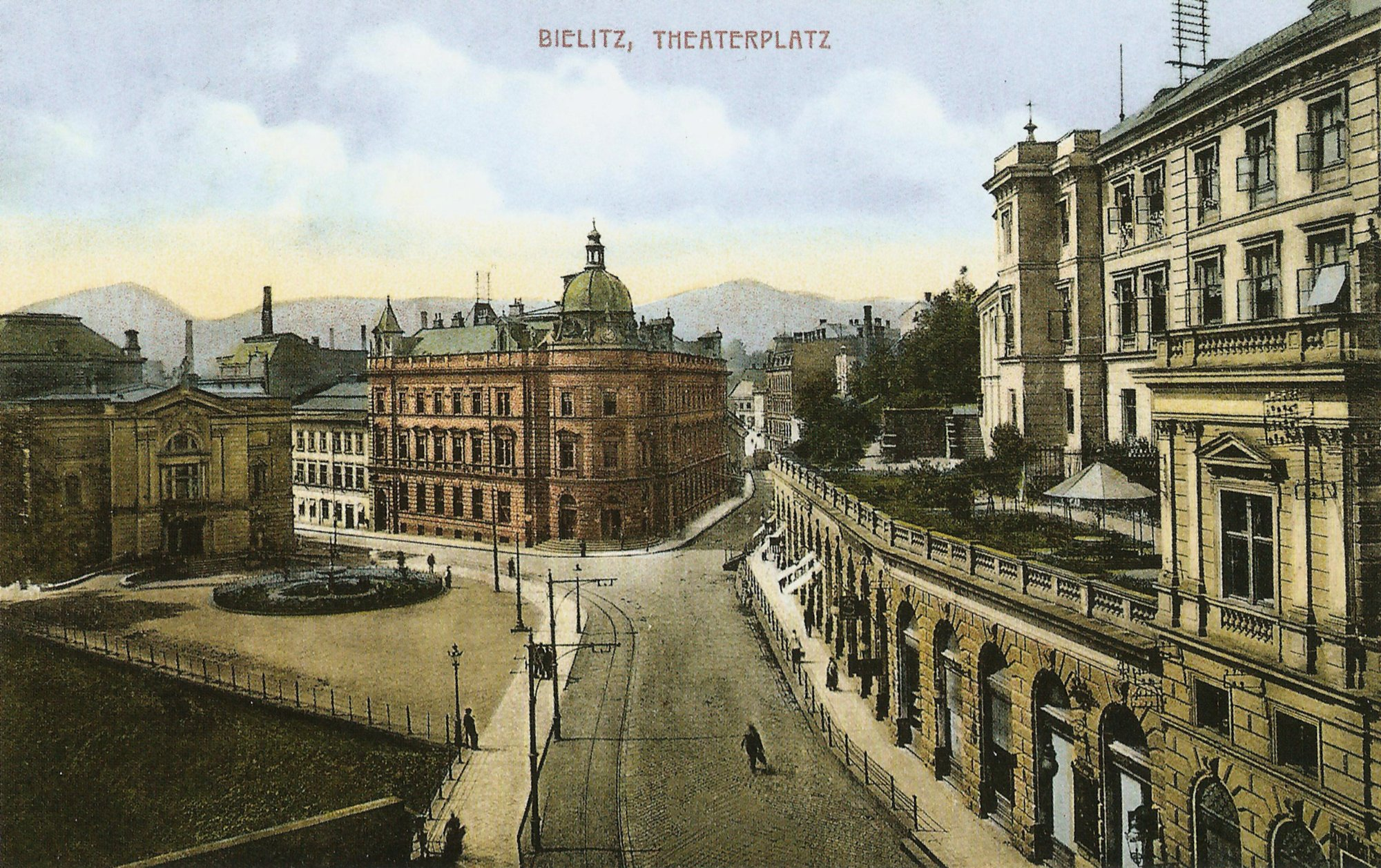
Театральна площа в Бельську. Театр, головна пошта, Замковий ринок, Замок. Орієнтовно 1915 рік.

З 1934 року він обіймав посаду редактора відділу культури московської Deutsche Zentral-Zeitung («Центральної німецької газети» — органу німецької секції Комуністичного Інтернаціоналу), а в 1936 році став також заступником головного редактора журналу Internationalen Literatur — Deutsche Blätter («Всесвітня література — німецькі сторінки»), який тоді очолював Йоганнес-Роберт Бехер. Під час Великого терору в СРСР Гупперт втягнувся в сталінську кампанію переслідування — зокрема й комуністів. Колеги по перу вважали його донощиком. Зокрема, у «Центральній німецькій газеті» Гупперт критикував кадрову політику Андора Ґабора, яка нібито означала ухил від партійної лінії. Засудив дволикість свого попередника на посаді у «Всесвітній літературі — німецьких сторінках» Карла Шмюкле і, зі слів самого обвинуваченого, назвав його заклятим ворогом. Отож у березні 1938 року Карла Шмюкле заарештували й розстріляли. Крім того, Гупперт сам робив доноси органам.
У березні того ж таки року енкавеесівці заарештували самого Гупперта. Пробувши в ув'язненні 14 місяців, 1939 року він вийшов на волю й до 1941 року викладав на посаді доцента в Літературному інституті імені Горького. Тоді до 1944 року працював у політичній адміністрації Червоної армії, а влітку цього року став особистим секретарем Іллі Еренбурга. Потім працював у Національному комітеті «Вільна Німеччина». Крім того, Гупперт учителював у так званих антифашистських фронтових школах (Antifa-Schulen) для німецьких військовополонених.
З 1944 року, як офіцер Радянської армії, Гупперт брав участь у захопленні Румунії, Угорщини, Словаччини, Нижньої Австрії й самого Відня. За рік здобув звання майора. Після війни оселився у Відні й з 1945-го по 1949 рік завідував відділом культури в редакції часопису Österreichische Zeitung («Австрійська газета»). Був один із засновників Спілки письменників Австрії й Товариства австрійсько-радянської дружби. У 1949-му його відкликали в Радянський Союз (за зв'язок із сербкою Марією Мункер; у багатьох джерелах вона також фігурує як Марія Мумпер), виключили з КПРС і примусово поселили в Тбілісі. Там він заробляв як публіцист та перекладач і мав дозвіл їздити у наукові відрядження до балтійських республік. 4 квітня 1956 року, після XX з'їзду КПРС, коли почалася десталінізація, Гупперт повернувся до Відня. Був там вільним письменником і співпрацював як театральний та літературний критик з комуністичними газетами. Писав статті для культурно-політичного тижневика Die Weltbühne. У 1963 році знову перебрався до СРСР, де пробув тривалий час.
У 1946 році Гупперт вступив до австрійського відділу ПЕН-клубу, а в 1957 році його виключили — за те, що схвалив вторгнення радянських військ в Угорщину, які придушили повстання. Потім став членом ПЕН-клубу Німецької Демократичної Республіки. З 1963 року він член-кореспондент Академії мистецтв НДР. У 1969 році Гупперт одержав від президента Австрії звання почесного професора — за свою творчість загалом. Він також був лауреат Премії імені Генріха Гейне від Міністерства культури Німецької Демократичної Республіки (1964), Державної премії НДР (1967) та Митецької премії НДР (1976), у 1977 дістав Австрійський почесний знак «За науку і мистецтво» (першого класу).
Гупперт помер у Відні 1982 року.

## Творчість
Як літератор, Гуґо Гупперт творив на засадах соціалістичного реалізму. Цінність становлять його переклади. До такої творчості він узявся в 1936 році, почавши перекладати Маяковського. Твори цього поета він передавав німецькою все своє життя, особливо ж від 1963-го й далі. З російської він переклав вірші та прозу Миколи Тихонова, Костянтина Симонова, Андрія Вознесенського, Олександра Твардовського й Ісаака Бабеля. Пробувши на засланні у Тбілісі сім років, він переклав поему «Витязь у тигровій шкурі» Шоти Руставелі.
Твори Шевченка Гупперт почав перекладати в кінці 30-х pp. Працював разом з Альфредом Куреллою, Еріхом Вайнертом, Геддою Ціннер, Гансом Роденберґом та іншими. Його переклади чотирнадцяти Шевченкових творів («Єретик», «Не хочу я женитися», «Мені здається, я не знаю», «Не нарікаю я на бога», «Титарівна», «О люди! люди небораки!», «І широкую долину», «Якби з ким сісти хліба з'їсти» тощо) вміщено в двотомному «Кобзарі» Шевченка, що вийшов німецькою мовою 1951 року в Москві. Перекладав також вірші Андрія Малишка. У 1972 році Гупперт одержав премію Радянського фонду миру за переклади творів радянської літератури німецькою мовою.

## Твори

### Поезія
- Вітчизна — «Vaterland». 1940
- Пори року — «Jahreszeiten». Wien: Wilhelm Frick Verlag 1951 (перше видання — 1941)
- Рятівник із Дахау — «Der Heiland von Dachau». Poem. Wien 1945 (Sonderheft Wiener Revue)
- Грузинський посох — «Georgischer Wanderstab». Gedichte: Berlin: Verlag Volk und Welt 1954
- Вздовж і вшир. Вірші за тридцять років — «Landauf, landab. Gedichte aus 30 Jahren». 1962
- Логарифм радості — «Logarithmus der Freude». Gedichte. Berlin: Volk und Welt 1968
- Справа Андре — «Andre Bewandtnis». Halle/S.: Mitteldeutscher Verlag 1970
- Рапсодія: хліб і троянди — «Rhapsodie: Brot und Rosen». Poem. Wien: Globus-Verlag 1970
- Квадрат у дзеркалі заднього огляду. Вірші за сорок років — «Quadrat im Rückspiegel. Gedichte aus 40 Jahren». 1974
- Місцевий Відень. Вірші і поетичні тексти — «Wien örtlich. Gedichte und lyrische Texte». Eisenstadt: Edition Roetzer 1981
- Прикмети, або ж Повня на замовлення — «Indizien oder Vollmond auf Bestellung». Gedichte. Halle/S.: Mitteldeutscher Verlag 1981

### Проза, есеїстика
- Сибірська команда. Збірка нарисів про Кузбас — «Sibirische Mannschaft. Ein Skizzenbuch aus dem Kusbass». Moskau/Leningrad 1934, Berlin 1961
- Знамена і крила — «Flaggen und Flügel». 1940
- Відкривати завтрашній день. Наука австрійця в Країні Рад — «Den morgigen Tag zu erschliessen. Studien eines Österreichers im Sowjetland». 1949
- Здорова країна. Австрієць вітає НДР — «Kerngesundes Land. Ein Österreicher grüsst die DDR». Halle/S.: Mitteldeutscher Verlag 1961
- Монети в криниці. Перебута Італія — «Münzen im Brunnen. Erlebtes Italien». Berlin/Weimar: Aufbau Verlag 1962
- Володимир Маяковський у свідченнях очевидців і наочних документах (Wladimir Majakowski in Selbstzeugnissen und Bilddokumenten). 1965
- Спогади про Маяковського — «Erinnerungen an Majakowski». Frankfurt/M.: Suhrkamp 1966
- Володимир Маяковський. Поет і трибун — «Wladimir Majakowski: Poet und Tribun». Berlin/Weimar: Aufbau Verlag 1968
- Роздуми і дії. Зауваги до поетики — «Sinnen und Trachten. Anmerkungen zur Poetologie». Essay. Halle/S.: Mitteldeutscher Verlag 1973
- Прочинені двері. Рапорт молоді «Die angelehnte Tür. Bericht von einer Jugend». Halle/S.: Mitteldeutscher Verlag 1976
- Нетерплячість століття. Спогади про Маяковського — «Ungeduld des Jahrhunderts. Erinnerungen an Majakowski». Berlin: Henschelverlag 1976
- Настінний годинник на першому плані. Станції життя — «Wanduhr im Vordergrund. Stationen eines Lebens». Halle/S.: Mitteldeutscher Verlag 1977
- Хвилини і моменти. Вибрана публіцистика — «Minuten und Momente. Ausgewählte Publizistik». 1978
- Загроза двійникові. Спроби часу дозрівання — «Schach dem Doppelgänger. Anläufe der Reifezeit». Halle/S.: Mitteldeutscher Verlag 1979
- Листи з Відня. Дорожні нариси — «Briefe aus Wien. 21 Reisebilder». 1982
- До Москви і назад. Станції мого життя. Автобіографія — «Einmal Moskau und zurück. Stationen meines Lebens. Autobiographie». Wien: Globus-Verlag 1987

### Переклади
- від 1940: більшість віршів та інших творів Володимира Маяковського
- 1943: «Heldenlied von den Achtundzwanzig Gardisten» — Слово о 28 гвардейцах Миколи Тихонова
- 1950: «Freunde und Feinde» — Друзья и враги Костянтина Симонова
- 1955: «Der Recke im Tigerfell» — ვეფხისტყაოსანი (Витязь у тигровій шкурі) Шоти Руставелі (разом із Леваном Цуцкірідзе)
- 1963: «Bahn der Parabel» — Парабола Андрія Вознесенського
- 1966: «Wassilij Tjorkin. Buch vom Soldaten» — Василий Тёркин. Книга про бойца Олександра Твардовського
- 1980: «Die Reiterarmee» — Конармия Ісаака Бабеля

## Нагороди і відзнаки
- Премія Генріха Гейне від Міністерства культури НДР — 1964
- Державна премія НДР — 1967
- Орден «Знак Пошани» — 1967
- Звання почесного професора — від Президента Австрії — 1969
- Премія Радянського фонду миру — 1972
- Митецька премія НДР — 1976
- Австрійський почесний знак «За науку і мистецтво» (першого класу) — 1977

## Зовнішні зв'язки
- Товариство Альфреда Клара. Інформація про Гуґо Гупперта (нім.). Процитовано 12 грудня 2011.
- Rotpunkt – KPÖ Margareten. Біографія Гуґо Гупперта (нім.). Процитовано 12 грудня 2011.
- Література, пов'язана з Гуґо Гуппертом, у каталозі Німецької національної бібліотеки
- Planet Lyrik. Wladimir Majakowski: Gedichte
- Твори Гуґо Гупперта на сайті Amazon.de